# NGC 3596
NGC 3696 is een balkspiraalstelsel in het sterrenbeeld Leeuw. Het hemelobject werd op 8 april 1784 ontdekt door de Duits-Britse astronoom William Herschel.

## Synoniemen
- UGC 6277
- MCG 3-29-13
- ZWG 96.13
- KARA 472
- PGC 34298